# 施拉馬赫山

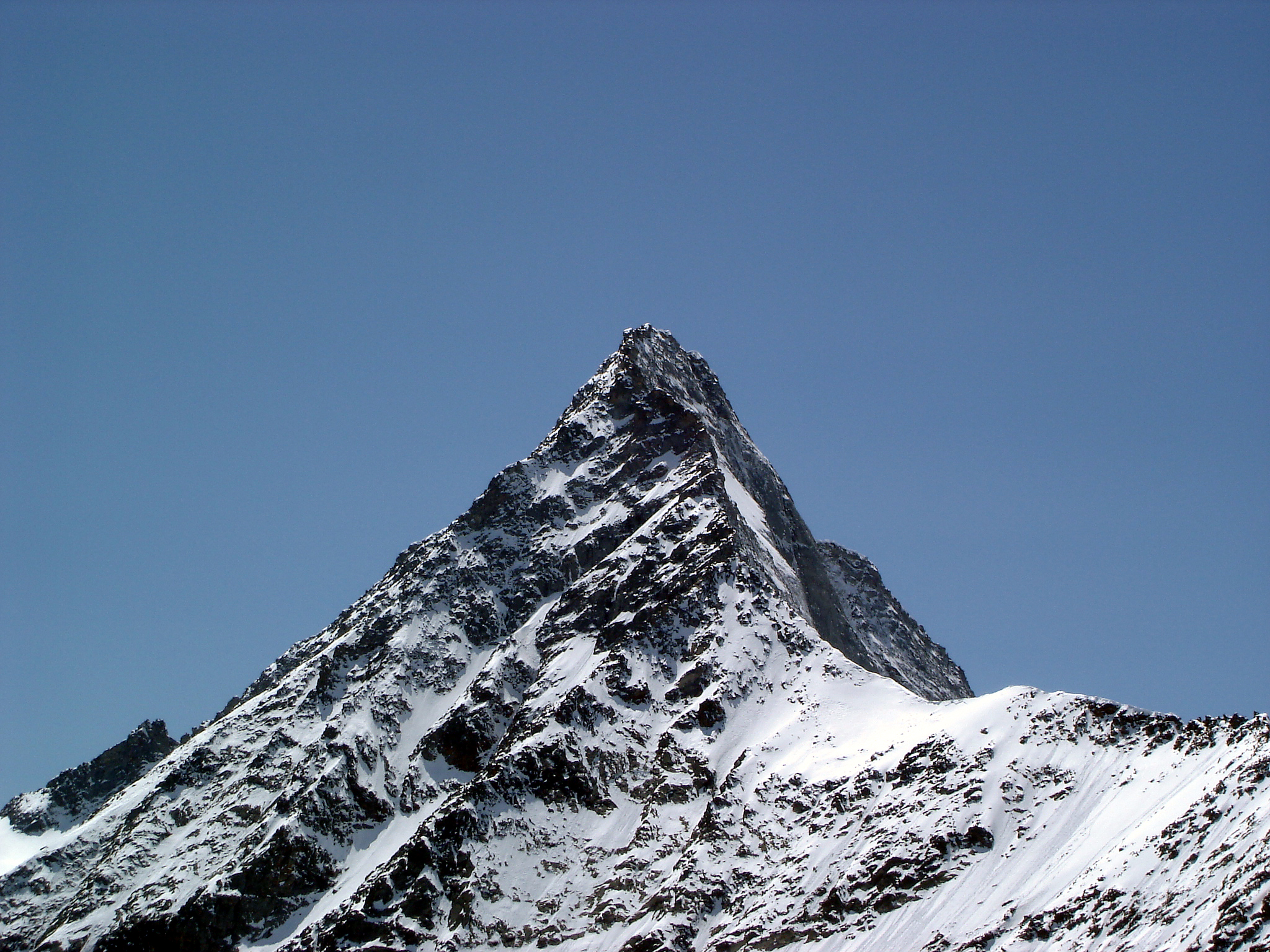

47°01′37″N 11°38′34″E / 47.02694°N 11.64278°E
施拉馬赫山（德語：Schrammacher），是奥地利的山峰，位於該國西部，由蒂羅爾州負責管轄，屬於齊勒塔爾阿爾卑斯山脈的一部分，海拔高度3,410米，人類在1847年8月19日首次登頂。